# دراغويي ليكوفيتش
دراغويي ليكوفيتش (مواليد 21 أكتوبر 1967) هو لاعب كرة قدم. يلعب مع منتخب يوغوسلافيا لكرة القدم. سبق له أن لعب في كأس العالم لكرة القدم مع منتخب بلاده.

## روابط خارجية
- دراغويي ليكوفيتش على موقع الاتحاد الدولي (مؤرشف)  (الإنجليزية)
- دراغويي ليكوفيتش على موقع قاعدة بيانات كرة القدم.إي يو (الإنجليزية)
- دراغويي ليكوفيتش على موقع ناشيونال فوتبول تيمز (الإنجليزية)
- دراغويي ليكوفيتش على موقع Soccerbase.com (لاعب) (الإنجليزية)
- دراغويي ليكوفيتش على موقع عالم كرة القدم.نت (الإنجليزية)
- دراغويي ليكوفيتش على موقع أوليمبيديا (الإنجليزية)